# Scopula colonaria
Scopula colonaria là một loài bướm đêm trong họ Geometridae.